# Émetteur du mont du Chat

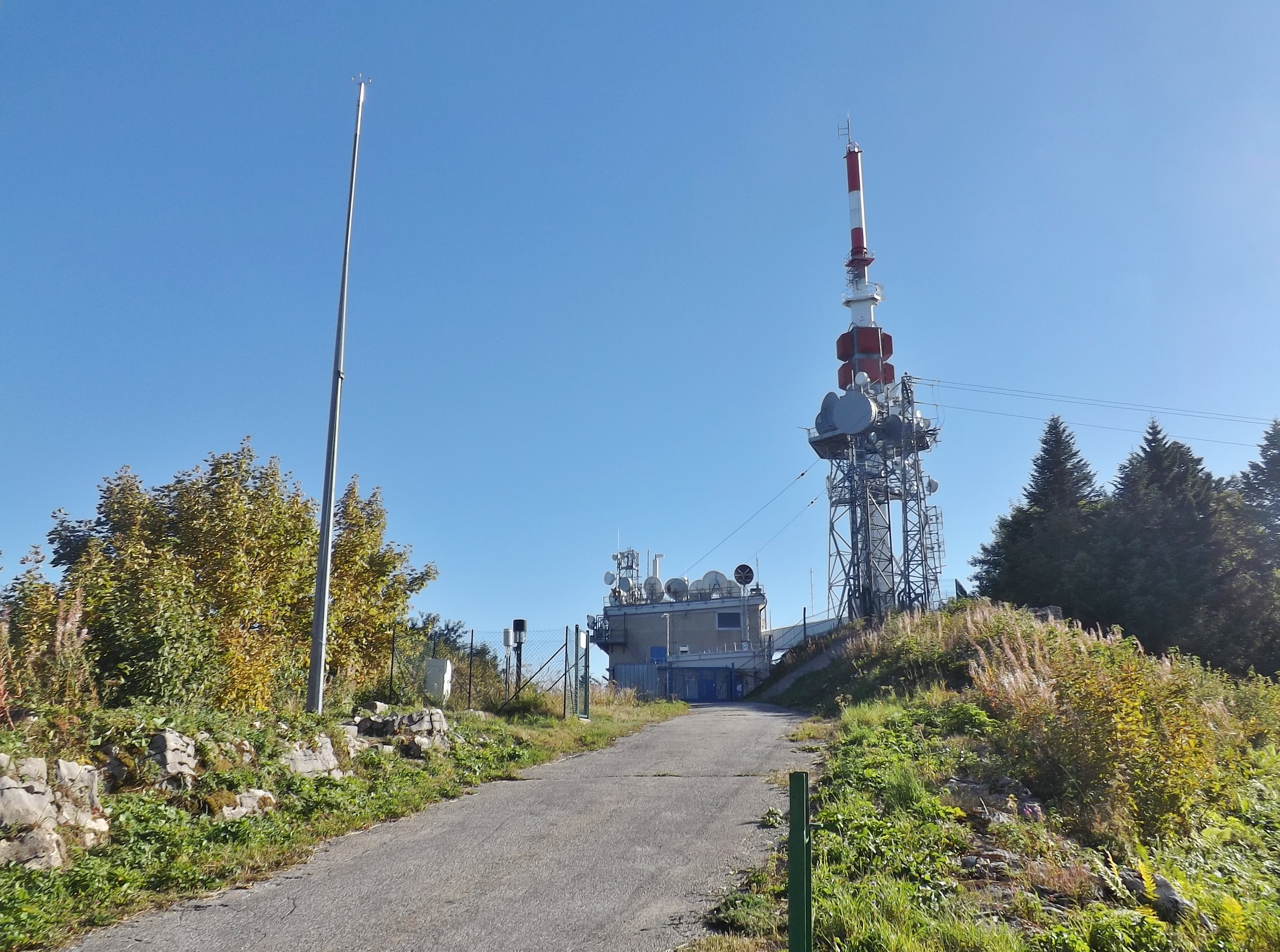
Tour hertzienne du Mont du Chat

L'émetteur du mont du Chat est une installation servant à la diffusion de la télévision, de la radio FM, de la téléphonie mobile ainsi qu'à d'autres liaisons comme le WiMAX et la communication pour la Direction des Routes. Il se trouve sur le Signal du Mont du Chat, le point culminant du Mont du Chat, près des communes du Bourget-du-Lac et de Saint-Paul, dans la Savoie, accessible par la route départementale 42. Le site se compose d'une tour hertzienne haute de 54 mètres et d'un pylône de 25,5 mètres. Il appartient à l'opérateur TDF (Télédiffusion de France).

## Télévision

### Analogique
La tour hertzienne du Mont du Chat a diffusé la chaîne payante Canal+ en analogique jusqu'au 22 septembre 2010, les 3 autres chaînes se sont arrêtées le 20 septembre 2011.
| Chaîne               | Canal | Puissance (PAR) |
| -------------------- | ----- | --------------- |
| TF1                  | 29H   | 140 kW          |
| France 2             | 26H   | 140 kW          |
| France 3 Rhône-Alpes | 23H   | 140 kW          |
| Canal+               | 8H    | 1 kW            |

Pour recevoir France 5 (de 03h à 19h), Arte (de 19h à 03h) et M6, les villes couvertes par ce site de diffusion étaient équipées d'un réémetteur local pour les 2 chaînes. Pour Chambéry, c'était l'émetteur des Monts qui diffusait France 5 / Arte et M6 à destination des chambérien(ne)s.
Source : "Liste des anciens émetteurs de télévision français" (fichier PDF)

### Numérique
| Multiplex | LCN               | Chaînes                                                           | Canal | Puissance (PAR) | Diffuseur |
| --------- | ----------------- | ----------------------------------------------------------------- | ----- | --------------- | --------- |
| R1        | 2 3 4 16 33       | France 2 France 3 Rhône-Alpes France 4 France Info France 3 Alpes | 47H   | 13 kW           | TDF       |
| R2        | 12 13 14 17 18 19 | Gulli BFM TV CNews CStar T18 Novo 19                              | 29H   | 13 kW           | TDF       |
| R4        | 5 6 7 9 22 26     | France 5 M6 Arte W9 6ter Paris Première                           | 25H   | 13 kW           | TDF       |
| R6        | 1 8 10 11 15      | TF1 LCP TMC TFX LCI                                               | 26H   | 13 kW           | TDF       |
| R7        | 20 21 23 24 25    | TF1 Séries Films L'Équipe RMC Story RMC Découverte Chérie 25      | 39H   | 13 kW           | TDF       |

Source : Emetteurs TNT dans la Savoie sur le forum de tvnt.net (consulté le 11 avril 2017).

## Radio FM
L'émetteur du Mont-du-Chat émet 5 radios publiques, dont 2 locales. Parmi elles, France Bleu Isère, qui a vocation à couvrir le nord-est de l'Isère.
| Fréquence | Station            | Puissance (PAR) | RDS (PS) |
| --------- | ------------------ | --------------- | -------- |
| 90.5      | France Culture     | 8 kW            | _CULTURE |
| 93.5      | France Inter       | 8 kW            | __INTER_ |
| 98.6      | France Musique     | 8 kW            | MUSIQUE_ |
| 99.1      | Ici Isère          | 6 kW            | ICIISERE |
| 103.9     | Ici Pays de Savoie | 8 kW            | ICISAVOI |

Source : Annuaireradio.fr (consulté le 11 avril 2017).

## Téléphonie mobile
| Opérateur        | 2G  | 3G  | 4G  | FH  |
| ---------------- | --- | --- | --- | --- |
| Orange           | Oui | Non | Non | Oui |
| SFR              | Oui | Non | Non | Oui |
| Bouygues Telecom | Non | Non | Non | Oui |
| Free             | Non | Oui | Oui | Oui |

Source : Situation géographique du site sur cartoradio.fr (consulté le 10 avril 2017).

## Autres transmissions
- IFW (opérateur de WiMAX) : BLR de 3 GHz
- Direction des Routes : COM TER
- TDF : Faisceau hertzien
- E*message (opérateur de radiomessagerie) : RMU-POCSAG
- PMR

Source : Situation géographique du site sur cartoradio.fr (consulté le 10 avril 2017).

## Photos du site
- Galerie de photos du site tvignaud. (consulté le 13 avril 2017)